# Demergotiek

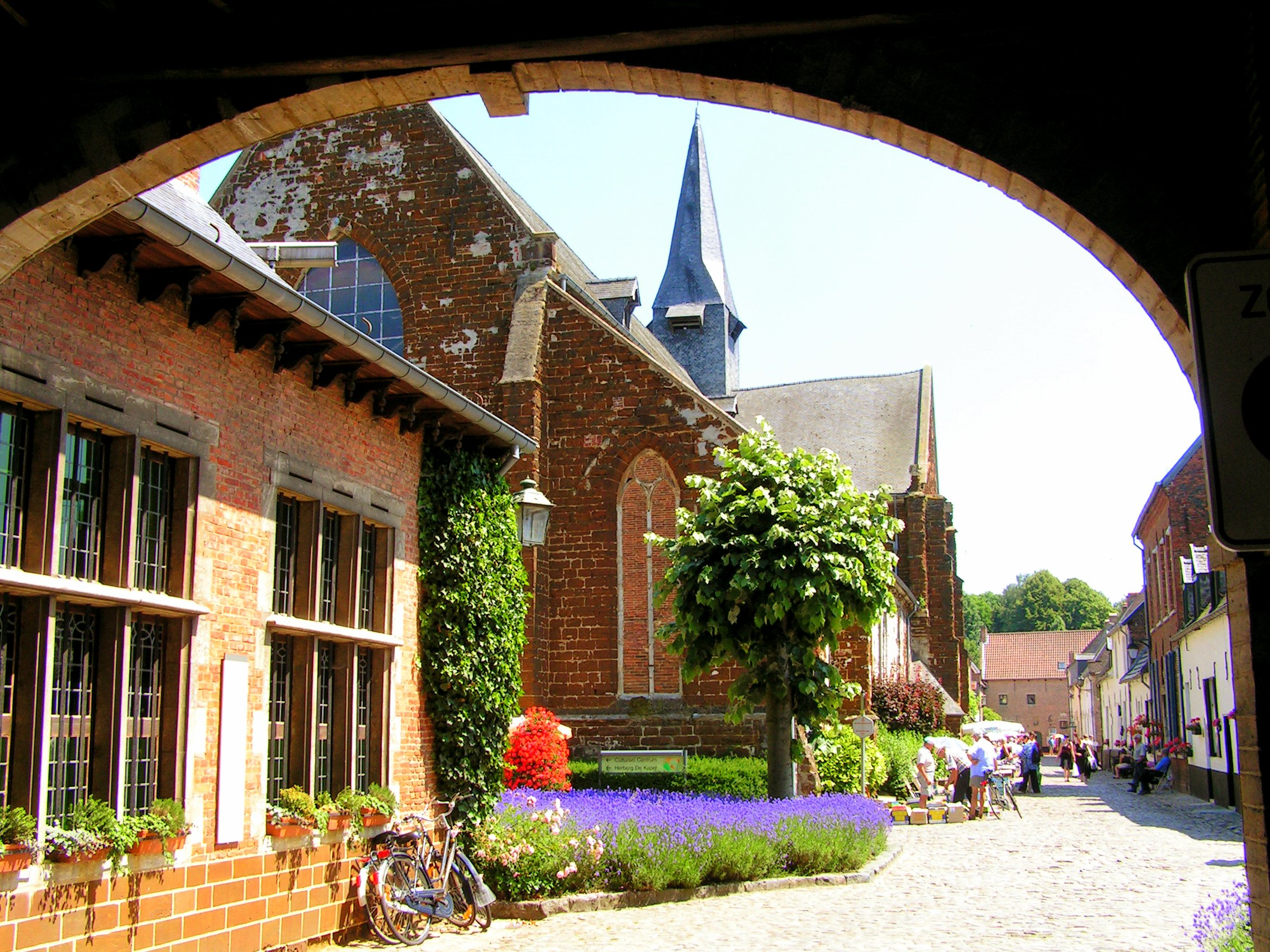
Sint-Catharinakerk, Diest

Demergotiek is de regionale variant van de gotische bouwstijl die in en rond het Hageland veel voorkomt. Meer specifiek is de demergotiek een variant van de Brabantse gotiek. Het enige kenmerk is het gebruik van de roestbruine streekeigen ijzerzandsteen.
Voorbeelden van de demergotiek zijn:
- De Onze-Lieve-Vrouwekerk van Aarschot
- De Sint-Pietersbandenkerk van Beringen
- De Sint-Laurentiuskerk van Betekom
- De Sint-Catharinakerk (Begijnhofkerk) van Diest
- De Sint-Sulpitiuskerk van Diest
- De Sint-Dimpnakerk van Geel
- De Sint-Lambertuskerk van Westerlo